# Ariarathes IX.

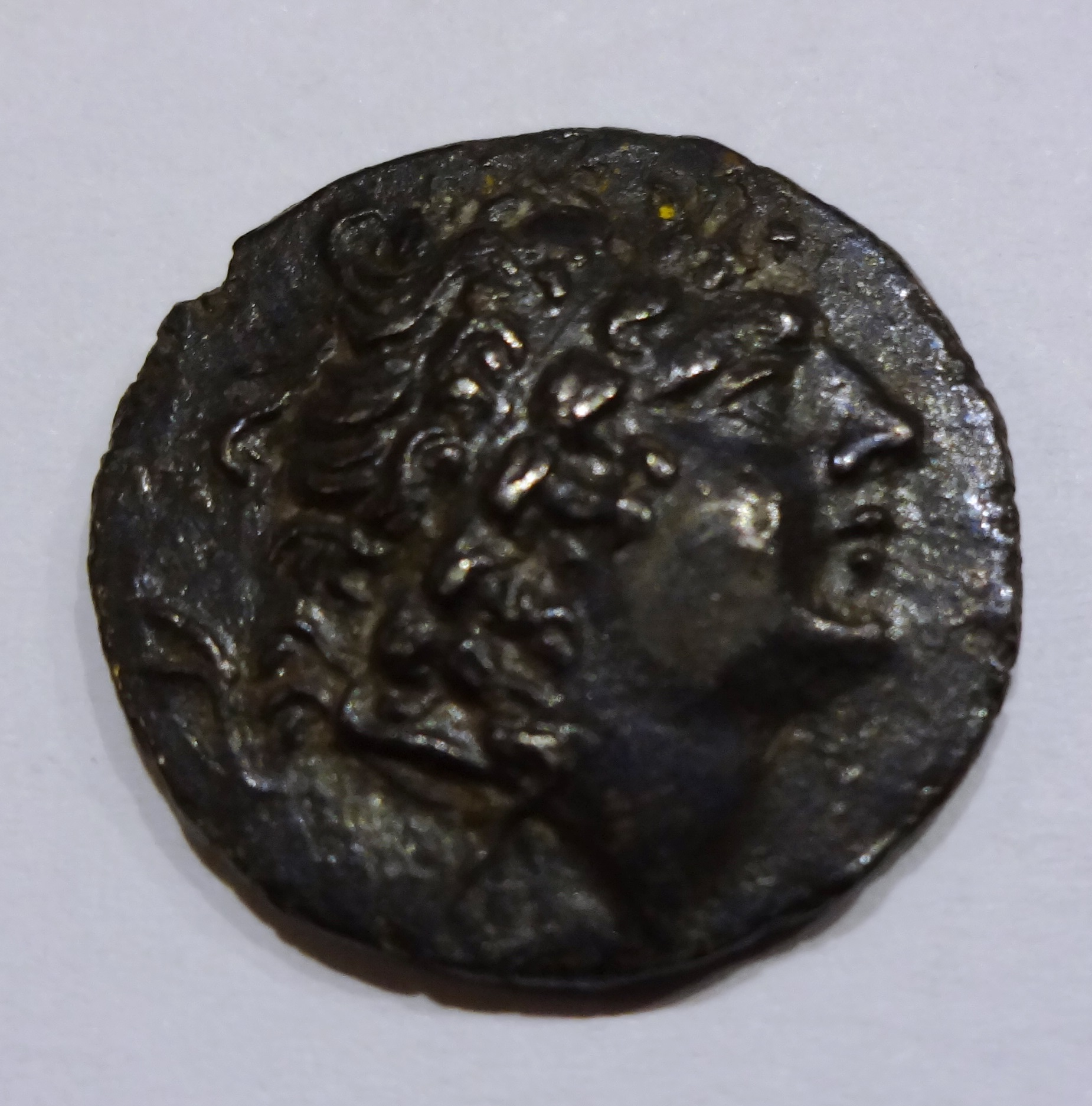
Porträt des Ariarathes IX. Eusebes Philopator auf Drachme Kappadokiens, Szaivert/Sear 7088

Ariarathes IX. Eusebes Philopator (altgriechisch Ἀριαράθης Εὐσεβής Φιλοπάτωρ Ariaráthēs Eusebḗs Philopátōr), vielleicht auch Arkathias genannt, war mit Unterbrechungen von ca. 100 bis 85 v. Chr. König von Kappadokien.

## Leben
Ariarathes IX. war der Sohn des romfeindlichen Königs Mithridates VI. von Pontos. Sein Vater setzte ihn als achtjährigen Knaben erstmals nach der Ermordung des Ariarathes VII. um 100 v. Chr. unter Vormundschaft seines Agenten Gordios auf den kappadokischen Thron. Bald wurde Ariarathes IX. vom kappadokischen Adel abgesetzt und an seiner Stelle Ariarathes VIII., ein Bruder des ermordeten Königs Ariarathes VII., zum König erhoben. Um 95 v. Chr. vertrieb Mithridates VI. den Ariarathes VIII. – der bald starb – und inthronisierte seinen Sohn Ariarathes IX. erneut als kappadokischen Herrscher. Doch Mithridates’ Schwester Laodike gab vor dem Senat in Rom einen Knaben als angeblichen Sohn ihres getöteten Gemahls Ariarathes VI. aus und bat um Unterstützung für dessen Anerkennung als kappadokischer König. Daraufhin konterte Gordios in Mithridates’ Auftrag bei den Verhandlungen vor dem Senat mit der Behauptung, dass Ariarathes IX. ein Sohn des Königs Ariarathes V. und damit nun legitimer kappadokischer Herrscher sei. Der Senat erkannte beide Ansprüche nicht an und übertrug Ariobarzanes I. den kappadokischen Thron.
Mithridates VI. verbündete sich mit dem armenischen König Tigranes II., der Ariobarzanes I. um 93 v. Chr. vertrieb und Ariarathes IX. wieder als König einsetzte. Doch der Proprätor Lucius Cornelius Sulla führte Ariobarzanes I. im Auftrag des Senats mit militärischer Gewalt wieder nach Kappadokien zurück und drang bis zum Euphrat vor; Ariarathes IX. musste weichen. Um 91 v. Chr. verjagten Mithridatex VI. und Tigranes II. erneut Ariobarzanes I. und setzten Ariarathes IX. wiederum auf den kappadokischen Thron. Auf Ariobarzanes’ Beschwerde beim Senat begab sich Manius Aquillius als Leiter einer Gesandtschaft nach Kleinasien, um die Rückführung des vertriebenen Königs durchzusetzen. Ariarathes IX. wurde daraufhin von seinem Vater aus Kappadokien zurückberufen und Ariobarzanes I. erhielt wieder den Thron.
Letztmalig wurde Ariarathes durch seinen Vater nach Ausbruch des Ersten Mithridatischen Krieges (89 v. Chr.) die Herrschaft über Kappadokien verliehen. Ariarathes IX. befehligte dann das Heer, das Mithridates VI. über den Hellespont nach Europa schickte, eroberte Thrakien und Makedonien und starb während des Feldzuges um 85 v. Chr. am Tisaion in Süd-Thessalien. Auf seinen Münzen, die nach dem Typus seines Vaters geprägt sind, kommt noch sein 15. Jahr vor. Er rechnete also seine Regierungsjahre vom Tod des Ariarathes VII. (100 v. Chr.). Einige seiner Münzen sind in dem von ihm eroberten makedonischen Amphipolis geschlagen worden.